# Centrocerum divisum
Centrocerum divisum là một loài bọ cánh cứng trong họ Cerambycidae.